# Bretenières
Bretenières és un municipi francès situat al departament del Jura i a la regió de Borgonya - Franc Comtat. L'any 2007 tenia 36 habitants.

## Demografia

### Població
El 2007 la població de fet de Bretenières era de 36 persones. Hi havia 12 famílies de les quals 4 eren unipersonals (4 dones vivint soles i 4 dones vivint soles) i 8 parelles sense fills.
La població ha evolucionat segons el següent gràfic:
Habitants censats

### Habitatges
El 2007 hi havia 24 habitatges, 18 eren l'habitatge principal de la família, 3 eren segones residències i 3 estaven desocupats. 23 eren cases i 1 era un apartament. Dels 18 habitatges principals, 15 estaven ocupats pels seus propietaris i 3 estaven llogats i ocupats pels llogaters; 2 tenien tres cambres, 7 en tenien quatre i 8 en tenien cinc o més. 18 habitatges disposaven pel capbaix d'una plaça de pàrquing. A 5 habitatges hi havia un automòbil i a 10 n'hi havia dos o més.

### Piràmide de població
La piràmide de població per edats i sexe el 2009 era:
| Homes | Edats   | Dones |
| ----- | ------- | ----- |
| 0     | 95 o +  | 0     |
| 0     | 90 a 94 | 0     |
| 0     | 85 a 89 | 0     |
| 1     | 80 a 84 | 0     |
| 1     | 75 a 79 | 1     |
| 3     | 70 a 74 | 2     |
| 0     | 65 a 69 | 3     |
| 0     | 60 a 64 | 0     |
| 1     | 55 a 59 | 0     |
| 2     | 50 a 54 | 1     |
| 0     | 45 a 49 | 1     |
| 2     | 40 a 44 | 0     |
| 0     | 35 a 39 | 0     |
| 1     | 30 a 34 | 1     |
| 1     | 25 a 29 | 1     |
| 0     | 20 a 24 | 2     |
| 0     | 15 a 19 | 2     |
| 1     | 10 a 14 | 0     |
| 0     | 5 a 9   | 0     |
| 2     | 0 a 4   | 1     |

## Economia
El 2007 la població en edat de treballar era de 21 persones, 15 eren actives i 6 eren inactives. De les 15 persones actives 14 estaven ocupades (9 homes i 5 dones) i 1 aturada (1 dona i 1 dona). De les 6 persones inactives 4 estaven jubilades i 2 estaven classificades com a «altres inactius».

## Poblacions més properes
El següent diagrama mostra les poblacions més properes.